# C-1412

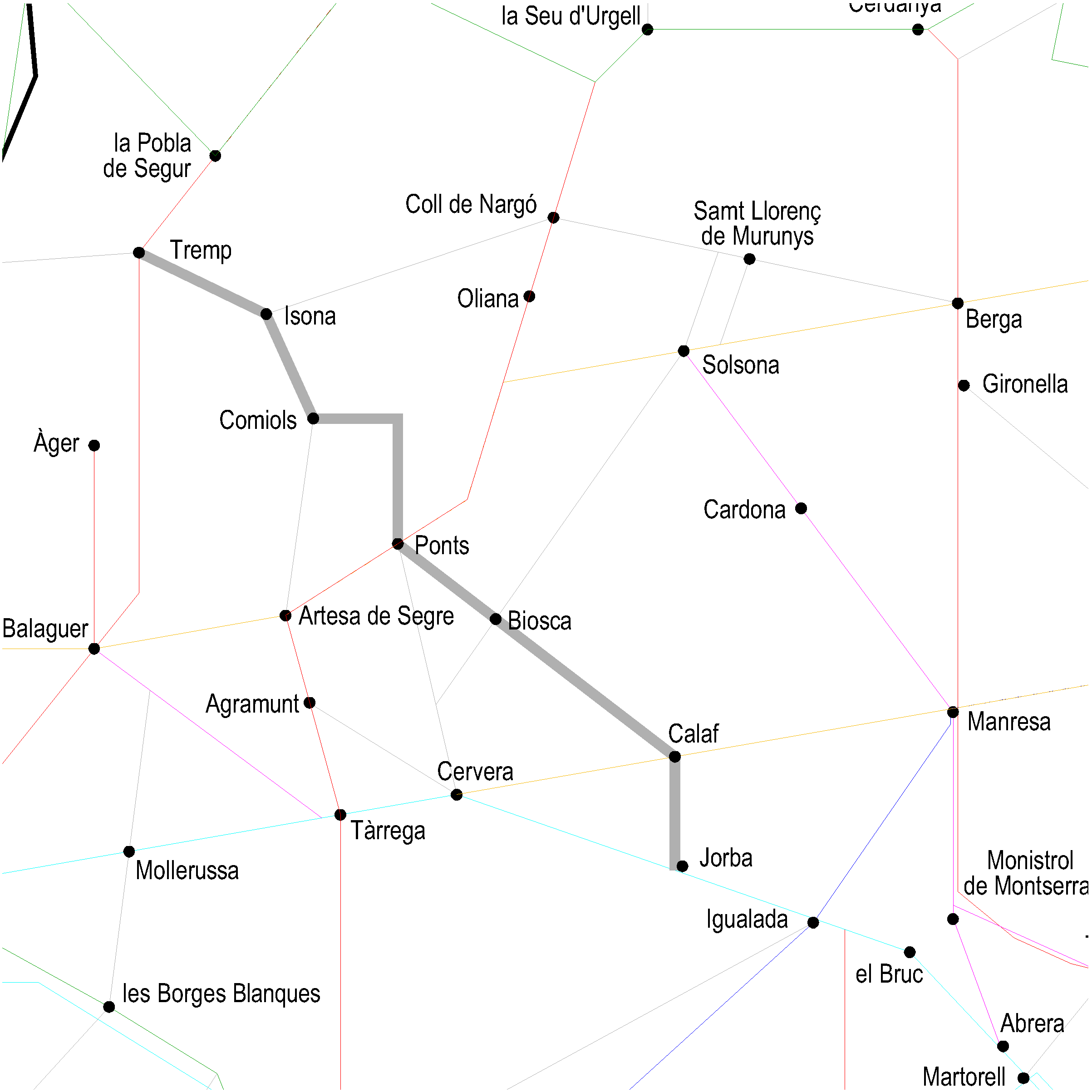
Esquema de l'antiga carretera C-1412 (ressaltada en gris)

C-1412 fou la codificació de la carretera (aleshores considerada comarcal) de la N-II a Jorba (Anoia) fins a Tremp (Pallars Jussà) tot passant per Calaf (Anoia), Torà (Segarra), Ponts (Noguera) i Isona (Pallars Jussà), entre d'altres. Aquest recorregut té una longitud d'uns 115 km i un port important, el coll de Comiols (1100,8 m).
Actualment, el recorregut està dividit en diverses carreteres: la C-1412a (de Ponts a la N-II), la C-1412b (de Ponts a Tremp), la C-1412az (tram vell per l'interior de Calaf de l'actual C-1412a, conegut com a Carretera Llarga), i la C-1412bz (tram vell per l'interior d'Isona, Conques i Figuerola d'Orcau de l'actual C-1412b.